# Johann Georg von Belling
Johann Georg von Belling (* 1642; † 12. August 1689 vor Bonn) war ein kur-brandenburgischer Generalmajor und Kommandant der Festung Pillau.

## Leben

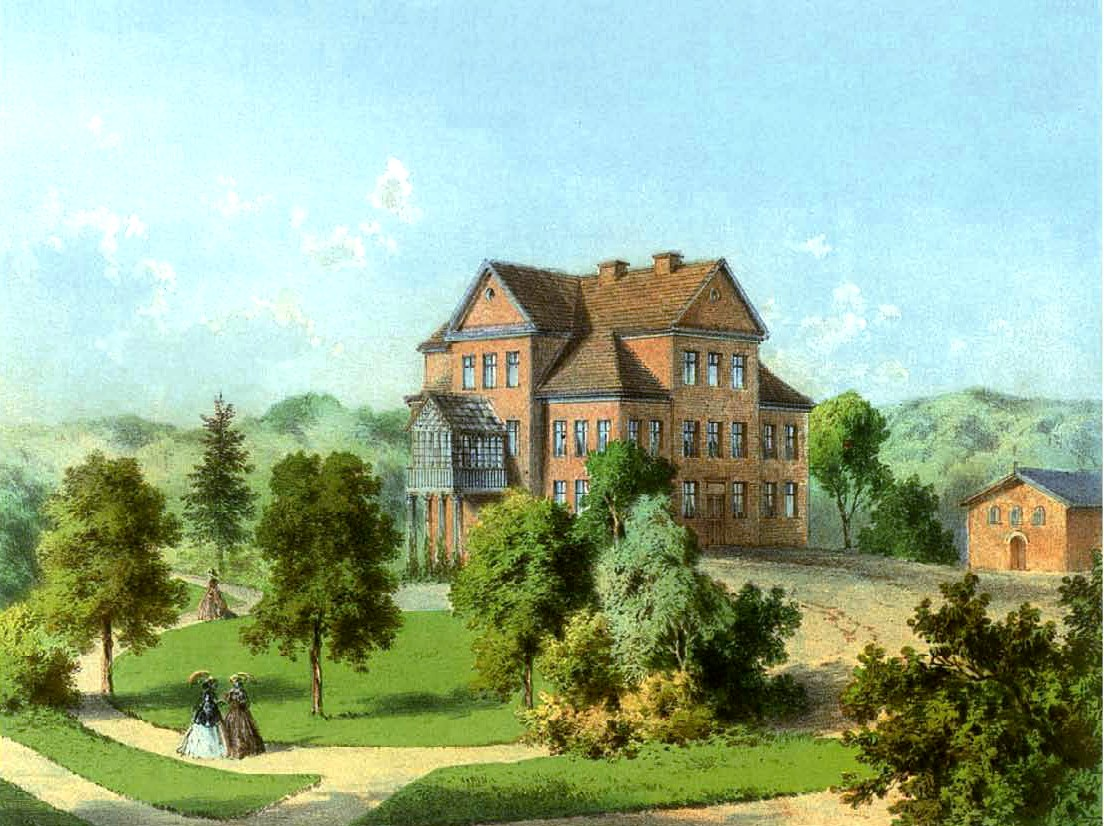
Gut Seubersdorf um 1860, Sammlung Alexander Duncker

Er war der Sohn von Christoph von Belling, Erbherr auf Kremlin, aus dem alten pommerschen Geschlecht von Belling und der Tugendreich von Stöhren aus dem Haus Nordhausen (Neumark).
Er trat schon jung in Brandenburger Dienste. Im Jahr 1677 kämpfte er im Regiment „von Dohna“ und konnte vor Stettin einen Nachschubkonvoi abfangen. Am 16. September 1678 wurde er Kommandeur des „Regiments Kurprinz zu Fuß“. Im Jahr 1679 war er Oberst auf Rügen. Während der Belagerung von Ofen 1686 wurde von Belling verwundet. Im Jahr 1681 kam er in Besitz von Gut Seubersdorf. Nach dem Tod seines Schwiegervaters Wilhelm von Eppingen des ehemaligen Amtshauptmann von Marienwerder waren dessen Söhne Abraham und Georg überschuldet, so kaufte von Belling ihnen das Gut ab. Das Gutshaus wurde von Kriegsgefangenen, die Belling mitgebracht hatte, 1685 neu erbaut. Am 21. Juni 1688 wurde ihm das „Regiment Waldburg zu Fuß“ übergeben. Am 21. April 1689 wurde er zum Generalmajor befördert.
Er starb bei der Belagerung von Bonn 1689. Dabei wurde er am 18. Juni durch einen Kopfschuss schwer verletzt und starb am 12. August 1689.

## Familie
Er war mit der Engländerin Franziska Lambertin († 1671) verheiratet. Nach ihrem Tod heiratet er 1673 Anna Sibilla von Eppingen (* 1641; † 4. März 1703).
Sein Sohn Johann Abraham wurde preußischer Oberstleutnant, Kommandant von Burg Altena und heiratete Katharina von Kospoth aus Paulsdorf. Deren Sohn war der preußische General Wilhelm Sebastian von Belling.